# Radiasteridae
De Radiasteridae zijn een familie van zeesterren uit de orde kamsterren (Paxillosida).

## Geslachten e
- Radiaster Perrier, 1881